# Manuel Querino
Manuel Raimundo Querino, född 28 juli 1851 i Santo Amaro, död 14 februari 1923 i Salvador, var en brasiliansk intellektuell, målare, författare, abolitionist och antropolog. Querino grundade Liceu de Artes e Ofícios da Bahia och Escola de Belas Artes. Han var pionjär inom antropologiska uppteckningar och uppskattningen av afrikansk kultur i Bahia. Han var den första svarta att studera Brasiliens historia och göra detaljerade analyser av svartas betydelsefulla roll i Brasiliens historia.

## Verk
- Desenho linear das classes elementares, Salvador, 1903
- Artistas baianos, Salvador, 1909
- As artes na Bahia, Salvador, 1909
- Elementos de desenho geométrico, Salvador, 1911
- Bailes pastoris, Salvador, 1914
- A raça africana e os seus costumes na Bahia, in Anais do V Congresso Brasileiro de Geografia, Salvador, 1916
- A Bahia de outrora, Salvador, 1916
- O colono preto como fator da civilização brasileira, Salvador, 1918 (apresentado no VI Congresso Brasileiro de Geografia em Belo Horizonte em 1919)
- A arte culinária na Bahia, Salvador, 1928